# Leprechaunus longicornis
Leprechaunus longicornis är en insektsart som beskrevs av Capener 1972. Leprechaunus longicornis ingår i släktet Leprechaunus och familjen hornstritar. Inga underarter finns listade i Catalogue of Life.